# Лаппо, Сергей Сергеевич
Сергей Сергеевич Лаппо (27 марта 1938, Москва — 5 января 2006, Москва) — советский и российский учёный-океанолог, педагог. Доктор физико-математических наук (1981), профессор (1987), член-корреспондент РАН (2000). Заслуженный деятель науки Российской Федерации (1999). Директор Института океанологии РАН (1995—2006). Один из крупных отечественных учёных в области физической океанографии и взаимодействия океана и атмосферы. Автор около 200 научных работ, в том числе 5 монографий.
Сын известного гидрографа С. Д. Лаппо (1895—1972).

## Биография
В 1960 году окончил географический факультет МГУ.
В 1960—1963 — младший научный сотрудник Государственного океанографического института (ГОИН) Главного управления Гидрометслужбы при СМ СССР.
В 1962—1966 обучался вольнослушателем на вечернем отделении для инженеров механико-математического факультета МГУ. Одновременно работал на кафедре физики моря и вод суши физического факультета МГУ (1963—1970), где в 1966 окончил аспирантуру. С 1966 — кандидат физико-математических наук.
В 1972—1980 — заведующий лабораторией, заместитель директора по науке Сахалинского комплексного научно-исследовательского института Дальневосточного научного центра АН СССР. С 1974 — руководитель научной школы «Роль океана в колебаниях климата».
В 1981—1988 — заведующий лабораторией ГОИН, в 1988—1993 — директор ГОИН, с 1994 — зав. кафедрой океанологии МГУ.
С 1993 — заместитель директора, а с 1995 по 2006 — директор Института океанологии имени П. П. Ширшова РАН.
Участвовал в экспедициях Госкомгидромета СССР и Академии наук СССР в Атлантическом (1959, 1960—1965) и Индийском (1967) океанах. Принимал участие в 40-м рейсе научно-исследовательского судна «Витязь».
Умер 5 января 2006 года. Похоронен в Москве на Хованском кладбище (Центральная территория, участок 23).

## Награды и премии
- Медаль «Ветеран труда» (1986).
- Юбилейная медаль «300 лет Российскому флоту» (1996).
- Медаль «В память 850-летия Москвы» (1997).
- Лауреат премии имени Ю. М. Шокальского (Госкомгидромет СССР, 1991).

## Основные работы
- Среднемасштабные динамические процессы океана, возбуждаемые атмосферой. М., 1979;
- Физическая география океана (1980, в соавт.);
- Энергоактивные зоны: концептуальные основы (серия «Разрезы», т. 10-11, 1989);
- Крупномасштабное тепловое взаимодействие в системе океан-атмосфера и энергоактивные области Мирового океана (Л., 1990, в соавт. с С. К. Гулевым, А. Е. Рождественским);
- Синоптическое взаимодействие океана и атмосферы в средних широтах (СПб., 1995, в соавт. с С. К. Гулевым, А. В. Коленко);
- Взгляд на океанографию третьего тысячелетия (1999);
- Лабораторные модели физических процессов: в атмосфере и океане. М., 2005 (совм. с С. В. Киселевой, В. В. Алексеевым).